# 6224 El Goresy
A 6224 El Goresy (ideiglenes jelöléssel 1981 EK8) a Naprendszer kisbolygóövében található aszteroida. Schelte J. Bus fedezte fel 1981. március 1-én.